# I pionieri
I pionieri (The Pioneers) è un romanzo scritto nel 1823 da James Fenimore Cooper.
È il primo dei cinque romanzi che costituiscono la serie nota come I racconti di Calza di Cuoio, con il medesimo protagonista Natty Bumppo (ispirato alla reale figura del cacciatore e veterano della Rivoluzione americana David Shipman, 1730-1813) e che abbracciano un arco temporale che va dal 1740 circa al primo decennio dell'Ottocento. Cooper scrisse il romanzo ispirandosi alla realtà che lo circondava, così i personaggi di Marmaduke ed Elizabeth Temple hanno molti tratti in comune con William e Hannah Cooper, padre e sorella dell'autore, e l'insediamento di pionieri di Templeton somiglia molto a Cooperstown, fondata proprio dal padre di Cooper.

## Trama
La storia si svolge sulla frontiera in rapida avanzata dello Stato di New York. I protagonisti sono un anziano cacciatore di nome Natty Bumppo, soprannominato "Calza di cuoio" (in inglese: Leatherstocking), il suo compagno indiano Chingachgook, il giudice Marmaduke Temple e sua figlia Elizabeth. Calza di cuoio e Temple hanno un contrasto relativo alle leggi della caccia, visto che entrambi all'inizio della storia si contendono un cervo ucciso. La contrapposizione però è anche di natura personale: Calza di cuoio e Chingachgook sono uomini solitari che vivono nella selva, mentre Temple è un proprietario terriero e fondatore di un insediamento di coloni battezzato Templeton, che rappresenta l'inarrestabile avanzata della civiltà. Sia pure da diversi punti di vista, i due contendenti sono molto interessati alla tutela del territorio in cui vivono.
La lite si acuisce quando Calza di cuoio e Templeton iniziano a competere anche per la lealtà del giovane cacciatore Oliver Edwards.  Alla fine quest'ultimo sposa Elizabeth Temple. Chingachgook frattanto si lascia morire nel corso di un incendio, rappresentando l'intero suo popolo destinato, secondo la visione dei coloni bianchi di allora, all'estinzione, perché incarnazione di modello di vita legato alla natura selvaggia e incompatibile con la civiltà. Anche Calza di cuoio, rimasto completamente solo, decide infine di abbandonare la sua casa presso il lago Otsego, per ritirarsi nei territori ad ovest, ove ancora i bianchi non sono arrivati.

## Personaggi
- Nathaniel "Natty" Bumppo, alias Calza di cuoio, alias Occhio di falco; anziano esploratore e cacciatore.
- Chingachgook (John Mohegan); ultimo dei Mohicani, amico di Calza di cuoio.
- Oliver Edwards; giovane cacciatore amico di Calza di cuoio e Chingachgook.
- Giud. Marmaduke Temple; proprietario terriero e fondatore di Templeton.
- Elizabeth "Bess" Temple; figlia di Marmaduke Temple.
- Richard "Dick" Jones; sceriffo di Templeton e cugino di Marmaduke Temple.
- Hiram Doolittle; architetto e giudice di pace.
- Monsieur Le Quoi; commerciante francese.
- Friedrich "Fritz" Hartmann; colono tedesco.
- Reverendo Grant; pastore anglicano.
- Louisa Grant; figlia del reverendo Grant.
- Benjamin "Ben Pump" Penguillan; servitore di Marmaduke Temple.
- Remarkable Pettibone; governante della casa di Marmaduke Temple.
- Dr. Elnathan Todd; medico.
- I coniugi Hollinger; padroni dell'ostello The Bold Dragoon.
- Billy Kirby; taglialegna.
- Chester Lippet; avvocato.
- Dirck Van der School; avvocato.

## Edizioni
- J. F. Cooper: I pionieri, ed. Muggiani, Milano 1879;
- J. F. Cooper: I pionieri, ed. SAS, Torino 1954;
- J. F. Cooper: I pionieri o le sorgenti del Susquehannah, ed. Rizzoli, Milano 1956;
- J. F. Cooper: I pionieri, ed. Salani, Firenze 1962;
- J. F. Cooper: I pionieri, ed. Paoline, Roma 1974;
- J. F. Cooper: I pionieri o le sorgenti del Susquehannah, ed. Landscape Books, Roma 2017;